# Wera Nikolajewna Charusina
Wera Nikolajewna Charusina (russisch Вера Николаевна Харузина; * 17. Septemberjul. / 29. September 1866greg. in Moskau; † 17. Mai 1931 ebenda) war eine russische Ethnographin, Schriftstellerin und Hochschullehrerin.

## Leben
Charusina stammte aus einer reichen Kaufmannsfamilie. Ihr Vater Nikolai Iwanowitsch Charusin war Kaufmann der 1. Gilde und starb bereits 1880 im Alter von 49 Jahren. Ihre Mutter Marija Michailowna geborene Miljutina war die Tochter eines Kaufmanns. Charusina besuchte in Moskau das private Humanistische Gymnasium für Mädchen der Sofja Nikolajewna Fischer. Charusina begeisterte sich wie ihre Brüder Alexei, Michail und Nikolai schon früh für die Ethnographie und besuchte die Anthropologie-Ausstellung 1877 in Moskau. Statt eines wissenschaftlichen Studiums studierte sie Ethnographie durch Unterstützung ihrer Brüder und begleitete sie auf ihren Reisen. Sie hörte Vorlesungen über Geschichte, Ethnographie und Archäologie in Deutschland (1882), Frankreich (1892) und Österreich (1901). Neben den wissenschaftlichen Problemen interessierte sie sich auch für Folklore und Mythologie. Sie verfasste populärwissenschaftliche ethnographische Abhandlungen sowie Erzählungen und Märchen.
1907 wurde Charusina die erste Professorin für Ethnographie und hielt Vorlesungen bei den Moskauer Höheren Kursen für Frauen Wladimir Iwanowitsch Guerriers. Auf der Grundlage ihrer Vorlesungen verfasste sie eines der ersten Lehrbücher der Ethnographie. Ab 1911 lehrte sie am Moskauer Archäologischen Institut und ab 1927 an der Universität Moskau.
Charusina beschrieb in ihren Memoiren, die sie 1904 begann und 1925 abschloss, die beobachteten Veränderungen in der russischen Gesellschaft.
Charusina stand in engem Kontakt mit ihren Geschwistern Alexei Nikolajewitsch Charusin, Nikolai Nikolajewitsch Charusin und Michail Nikolajewitsch Charusin, die ebenfalls Ethnographen waren.
Charusina wurde in Moskau auf dem Friedhof des Donskoi-Klosters begraben.